# Johann Plenge
Johann Max Emanuel Plenge (Brema, 7 giugno 1874 – Münster, 11 settembre 1963) è stato un sociologo ed economista tedesco.
Importante studioso di propaganda, fu allievo di Karl Bücher, professore di scienze politiche ed economia politica presso l'Università di Münster e, tra gli altri, fu il relatore di Kurt Schumacher.

## Biografia
Johann Plenge fu uno degli intellettuali tedeschi che, sulla scia dello spirito di agosto del 1914, vide nella Prima guerra mondiale un'opportunità per superare i conflitti e i divari sociali e, in questo contesto, coniò concetti come "comunità nazionale" e lodò i valori e le virtù specificamente tedeschi come "idee del 1914". Secondo Steffen Bruendel, Plenge coniò quest'ultima espressione (Ideen von 1914). Nella sua opera 1789 und 1914, pubblicata nel 1916, paragonò Guglielmo II di Germania a Napoleone Bonaparte:
Nel suo scritto Über den politischen Wert des Judentums (1920), Plenge sostenne posizioni antisemite. Era un socialdemocratico e vicino al gruppo Lensch-Cunow-Haenisch di orientamento nazionalista all'interno dell'SPD (Partito Socialdemocratico Tedesco).
Alla Westfälische Wilhelms-Universität gestiva uno Staatswissenschaftliches Institut (Istituto di Scienze Politiche) che conduceva ricerche sulla propaganda. Nel 1921 il produttore di caffè Ludwig Roselius finanziò questo istituto con un capitale sociale di 250.000 marchi di cui 30.000 erano per gli acquisti di base e altri 100.000 per l'operatività dei primi cinque anni. Lì fondò anche il primo istituto universitario di scienza dell'organizzazione in Germania.
Nel 1935 Plenge fu nominato professore emerito prima del tempo e contro la sua volontà. I suoi numerosi documenti personali sono conservati nell'archivio universitario di Münster.

## Scritti
- Westerwälder Hausierer und Hausgänger, Duncker & Humblot (= Schriften des Vereins für Socialpolitik 78), Leipzig 1898
- Gründung und Geschichte des Crédit Mobilier. Zwei Kapitel aus Anlagebanken, eine Einleitung in die Theorie des Anlagebankgeschäftes (= tesi di abilitazione all'insegnamento universitario a Lipsia), Laupp, Tübingen 1903 (ristampa: Detlev Auvermann, Glashütten im Ts. 1976)
- Marx und Hegel, Laupp, Tübingen 1911
- Von der Diskontpolitik zur Herrschaft über den Geldmarkt, Springer, Berlin 1913
- Der Krieg und die Volkswirtschaft, Borgmeyer, Münster 1915
- 1789 und 1914: Die symbolischen Jahre in der Geschichte des politischen Geistes, Springer, Berlin 1916
- Die Revolutionierung der Revolutionäre, Der Neue Geist, Leipzig 1918
- Zur Vertiefung des Sozialismus, Der Neue Geist, Leipzig 1919
- Über den politischen Wert des Judentums, Essen 1920 (PDF Uni Frankfurt)
- Deutsche Propaganda, [1922], ²1965
- Die Altersreife des Abendlandes, Robert Kämmerer, Düsseldorf 1948
- Cogito ergo sumus. Eine Auswahl aus den Schriften. Hgg. von Hanns Linhardt, Duncker & Humblot, Berlin 1964
- Michael Busch, Der Gesellschaftsingenieur Johann Plenge (1874–1963), Universitätsarchiv Münster: Veröffentlichungen des Universitätsarchivs Münster, vol. 13, Münster, Aschendorff, 2019, ISBN 9783402158951.